# Sakia
Sakia fue un clan indio de la Dinastía solar de la Edad del Hierro en el subcontinente indio una expresión exacta derivada sería: «de Sajijaya vendrá Sakya, de Sakya vendrá Suddhoda, y de Suddhoda vendrá Langala, por ejemplo Rahula (como el Buda Sidarta abdicó al trono), de Langana vendrá Prasenajit y de Prasenajit» del tipo chatria (guerrera) del antiguo periodo védico (c. 1500 - 500 a. C.)
Los Sakias formaron un Estado republicano independiente (janapada) conocido como Sakya Gana-rajya. Su capital fue Kapilavastu, que se encuentra cerca de la frontera entre el actual Nepal y el estado de Uttar Pradesh, India.
El más famoso de los sakias fue el príncipe Siddhartha Sakiamuni (siglo V a. C.) en cuyas enseñanzas se fundó el budismo y que luego sería conocido como el Buda Gautama. Siddharta era hijo del líder electo de la República Sakia Sudodana. Ya que Sidarta Gautama abdicó al trono al alcanzar la iluminación, fue su hijo Rajula quien continuó con el linaje real.

## Etimología
Algunos eruditos sostienen que los Shakya eran escitas de Asia Central o Irán, y que el nombre Śākya tiene el mismo origen que "escita", llamado Sakas en India.
El nombre se origina en la palabra sánscrita sakia que significa ‘capaz’, ‘competente’, ‘poderoso’, ‘apto’, ‘inteligente’, ‘hábil’, ‘fuerte’, ‘calificado’ y también puede significar ‘descendiente de los saka’, según la hipótesis devan Geel et al., 2004.
Sakia en escritura devanagari es: शाक्य
La transcripción fonética en los diversos sistemas es como sigue:
- De acuerdo al sistema AITS: Śākya
- De acuerdo al sistema AFI para el pali: Sākya

## Historia

### Los relatos de lospurana

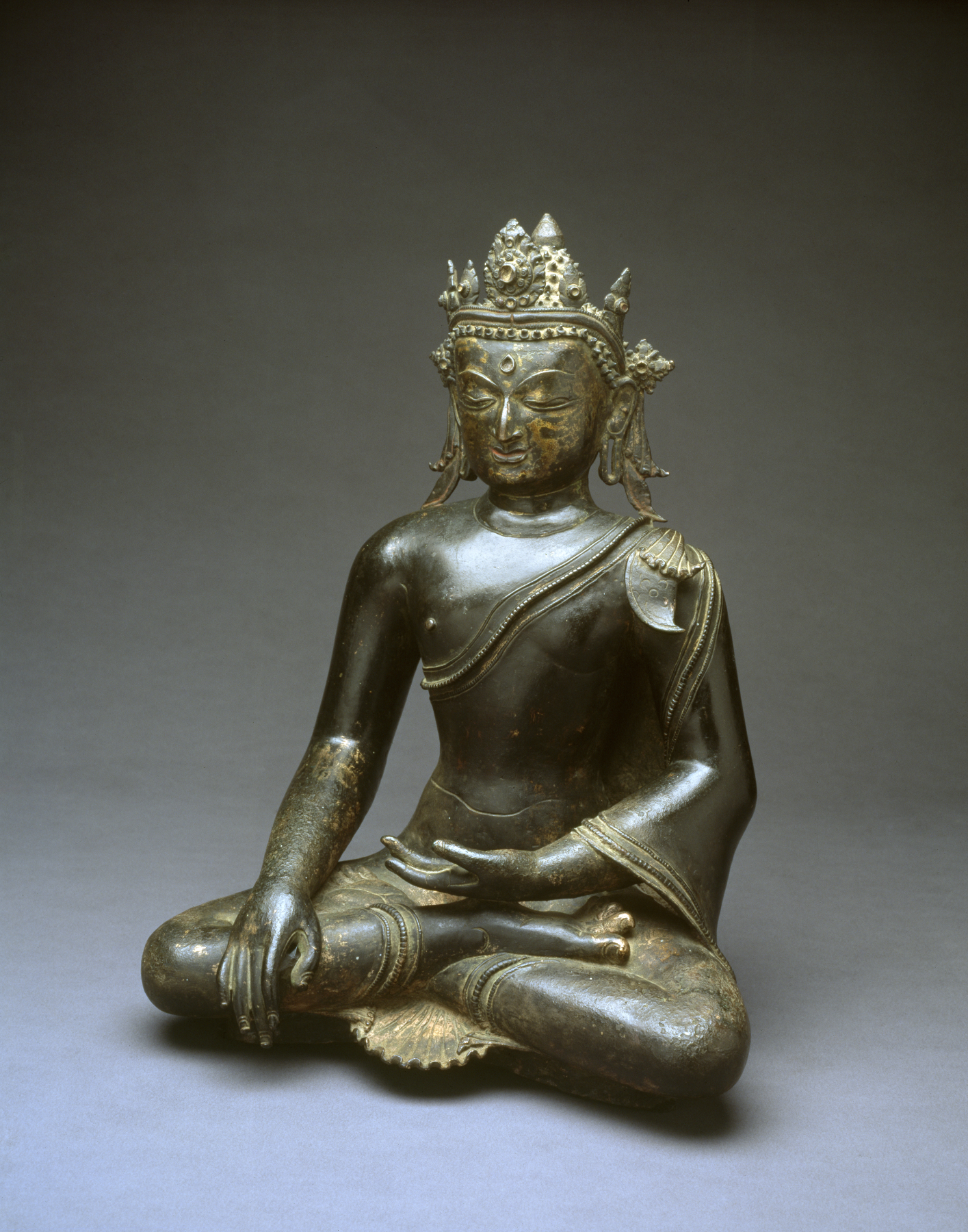
Alrededor del año 1000, se hizo común en Pala India representar al Buda Sakiamuni con una corona en la cabeza para indicar que en el momento de su iluminación fue coronado por Budas cósmicos. Esta creencia se llevó al Tíbet. Tenía una contraparte de la vida real en las iniciaciones diadema practicadas por rituales tántricos budistas que simbolizaban el paso a un estado espiritual aún mayor. Bronce con visos dorados.. Walters Art Museum.

La genealogía de los sakias se encuentra en el IV libro de los Visnú purana,  en los Bagavata purana y en los Brahma purana.
El rey sakia fue uno de los últimos descendientes de la dinastía iksuakú, conocida comúnmente como una dinastía solar. Rama fue el primer descendiente de esta dinastía. Otros descendientes famosos incluyen a Satyavarta, Jarischandra, Baguirata, Raghú —que luego llegó a ser conocido como Raghuvansha—, Dásarata (padre de Rama) y así sucesivamente.
El capítulo I del Visnú purana dice que Brahma creó a Daksa de su pulgar. Daksa tenía una hija Áditi, que es la madre de la deidad solar Suria. El Sol engendró a  Manu. Dado que el dios Sol era el padre de Manu, su linaje llegó a ser conocido como el Suryavamsha (los descendientes del Sol). Manu tuvo muchos hijos, 50 de ellos perecieron peleando unos contra otros. Sólo diez de ellos sobrevivieron, entre los que se encontraba Iksuakú.
También y según los puranas como el Garuda purana, Matsia purana, etc. El Buda Sidarta Sakiamuni fue el noveno avatar de  Visnú, sucesor de Rama y Krisná.

### Los relatos de los textos budistas
Los sakia son mencionados en los textos tardíos del budismo, como también en el Majavastu (c. últimos años del siglo II a. C.), en el Majavansa y en el Sumangalavilasini (c. siglo V d. C.), sobre todo en los relatos del nacimiento del Buda Gautama como parte de los Adicabandus (parientes del sol) o en los Adica (raza solar Suryavansh) y como descendientes del legendario rey Iksuakú, conocido también como Okkaka.

Érase una vez un rey de los 'Sakia, un vástago de la raza solar el cual se llamaba Sudodana. Él era puro en conducta y amado por los sakias como a la luna de otoño. Tenía una esposa, espléndida, bella y tenaz a la que llamaban la Gran Maya, por su semejanza con la diosa Maya.
Budacarita del poeta Asvagosa, I.1—2

El texto budista Majavansa (II, 1-24), remonta el origen de los sakia hasta el rey Okkaka (Ikshvaku) y origina su genealogía desde Maja samata, ancestro de Okkaka. Esta lista incluye los nombres de varios reyes prominentes de la dinastía iksuakú que incluyen a Mandjata y a Sagara. Según este texto, Okkamukha era el hijo mayor de Okkaka. Sivisamjaya y Sijassara eran el hijo y el nieto de Okkamukha, respectivamente. El rey Sijassara tenía ochenta y dos mil hijos y nietos quer fueron conocidos como los Sakias. El hijo menor de Sijassara era Llayasena. Este tuvo un hijo, Sajanu y una hija, Yasodara —que no debe ser confundida con la esposa del príncipe Sidarta Gautama—, que estuvo casada con Devadhasakka. Este tuvo dos hijas, Anjan y Kaccana. Sijajanu se casó con Kaccana y tuvieron cinco hijos y dos hijas: Sudodana era uno de ellos. Sudodana tenía dos reinas: Maya y Prajapati ambas hijas de Anjana. Sidarta (el Buda Gautama) era hijo de Sudodana y Maya. Rajula era hijo de Sidarta y Yasodara (conocida también como Bhaddakaccana), hija de Supabuda y nieta de Anjana.

### El linaje Gautama
La tribu Sakia se proclamaba como descendiente del sabio Gautama Maharishi, uno de los Siete sabios (Saptarshi). Por lo tanto, pertenecía al gotra (linaje) Gautama, siguiendo su ascendencia hasta los Brhamánes. Es por esto que el Buda es conocido como el Buda Gautama.

### Administración Sakia
De acuerdo con el Majavastu y el Lalitavistara, la sede administrativa de los sakia era el samstagara (cámara de asambleas) en Kapilavastu. Durante la época del Buda Gautama, fue construido un nuevo edificio para la samstagara sakia que fue inaugurado por él. La máxima autoridad adiministrativa era el sidart que estaba compuesta por 500 miembros que se reunían en la samstagara para tratar cualquier asunto importante. El Sakya parisjad estuvo encabezada por un rajá electo que presidía las reuniones.
Los Sakias formaron un estado republicano (japanada) conocido como Sakia Ganarajya en las estribaciones de la cordillera del Himalaya. Su capital era Kapilavastu. Este sistema administrativo fue adoptado constitucionalmente por la India que la identifica como un estado republicano o Ganatantra (república).
El texto budista Majabaga señala que:

गण पूरकोवा भविस्सामीति
Gaṇa pūrkovā bhavissāmīti

Esto indica que hubo un funcionario que usaba el número de ganás y sus koram en la Rajasaba (asamblea estatal).
Durante el período budista, los libros como el Pali Tipitaka, el Mallima Nikaya, el Majabaga y el Avadana Chataka se mencionas ganás y sangas muchas veces. Durante el período del Buda había 116 ganasangas o repúblicas en la antigua India.
En esta misma época los Gana eran asambleas de las Sanga que en las repúblicas democráticas tempranas eran conocidas como Gana-rajya que quiere decir textualmente: «la norma de la asamblea», un término paralelo a demo-kratía o al concepto sóviet. El término fue restablecido como Bharata Ganarajya en el nombre oficial de la India.

### La incorporación por Kosala
El hijo de Pasenadi y Vasavakatriya —llamada Majanama por una joven esclava—, hija del sakia Vidaduba, ascendió al trono de Kosala tras derrocar a su padre, en un acto de venganza por haber engañado a Kosala enviando a su madre, hija de una esclava, para casarse con su padre; invadió el territorio Sakia masacrándolo y anexionándolo.

## Presuntos descendientes
El antiguo texto budista el Majavansa y Punyachrava Kata Kos de la literatura Jain, remonta el origen de la Dinastía Maurya en el clan Sakia. Según estos relatos, los maurya fueron un grupo de sakias que huyó de Kapilvastu a Pipjalvana luego del ataque de Virudhaka.
Según el Majavansa, los reyes de Sri Lanka: Panduvasdeva de Upatissa Nuwara (504 - 474 a. C.) y su descendiente Pandukabhaya de Anuradhapura (437 - 367 a. C.), pertenecían a un ramal del clan Sakia que desciende de Pandu Sakia, primo del Buda Gautama.
Según la Crónica del palacio de cristal (Hmanan Yazawin), publicada por primera vez en 1823, el legendario rey Abhiraja que fue el fundador del Reino de Tagaung y de la monarquía de Birmania, este rey perteneció al mismo clan sakia del Buda. Emigró a la actual Birmania luego de la adhesión del reino Sakia al reino Kosala. Los relatos birmanos tempranos declararon que él era un descendiente de Pyusawhti, hijo de un espíritu solar y una princesa dragón.

### Migración hacia Katmandú

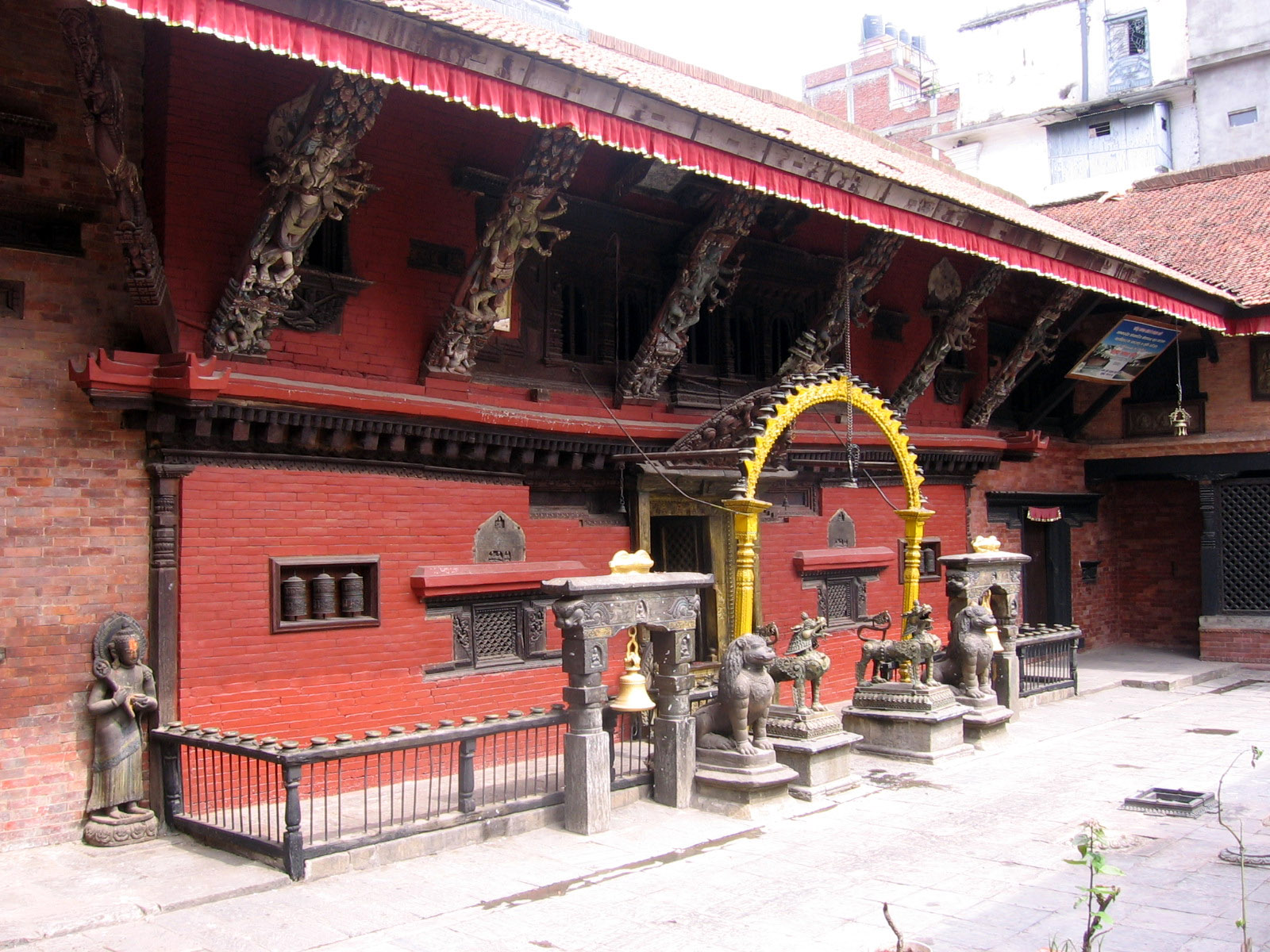
Itumbahal, uno de los monasterios Sakia en Katmandú.

Algunas comunidades nepalíes también afirman ascendencia en el clan sakia del Buda. Según una leyenda, después de la anexión de Kapilavastu por Virudhaka, un grupo de sakias huyó hacia las colinas del norte y se establecieron en el oeste de Nepal y, con el propósito de evitar la persecución, tomaron el título de Koliya y de Maurya. [cita requerida] Cuando se enteraron de la existencia del monasterio en el bosque de Sankhu, fundado durante la época del Buda, emigraron al valle de Katmandú que estaba bajo el control de los Kirat. Más tarde, se establecieron dos asentamientos en Yembu y en Yengal. En este último, renovaron los monasterios de Manjupattan. Durante la era Licchavi, Yembu y Yengal fueron llamados Koligram y Dakshin Koligram respectivamente. Fundaron varios monasterios en ambos asentamientos y retormaron el título de Sakias en la última era Licchavi. Hasta la fecha varias tradiciones monásticas existen en muchos de estos monasterios.